# Duy Thành
Duy Thành is een xã in het district Duy Xuyên, een van de districten in de Vietnamese provincie Quảng Nam.
De Bà Rén stroomt door Duy Thành en de Trường Giang stroomt ten oosten van de xã.
Duy Thành heeft ruim 7000 inwoners op een oppervlakte van 8,85 km².